# Presses de l'Université du Québec
Pour les articles homonymes, voir PUQ.
Les Presses de l'Université du Québec (PUQ) sont une maison d'édition universitaire fondée en 1969 par l'Université du Québec. En 1973, elles s’incorporaient et s’ouvraient de plus en plus à la publication des ouvrages d‘auteurs issus des différentes universités ou des collèges du Québec. 

## Mission
Les Presses de l’Université du Québec définissent leur mission de la manière suivante :
- diffuser la connaissance issue de la recherche et de l’enseignement universitaire et collégial ;
- inviter le lecteur à approfondir ses connaissances en proposant des réflexions sur des questions d’actualité ;
- provoquer le choc des idées en informant par la critique ou par l’histoire des événements ;
- contribuer au rayonnement du réseau de l'Université du Québec.

## Disciplines
Les Presses de l'Université du Québec publient dans environ 80 disciplines dont les principales sont les sciences de la gestion, la science politique, les sciences appliquées, les sciences de l'éducation, les sciences sociales, la psychologie, les communications, l'éthique, les arts, la géographie et le tourisme.
Par ailleurs, environ 35 collections ont été mises sur pied. Nombre de publications ont été produites avec la collaboration d'auteurs européens.
Les Presses de l'Université du Québec proposent également des livres numériques.
Plusieurs auteures et auteurs des Presses de l'Université du Québec proviennent du réseau de l'Université du Québec, des universités Laval, de Montréal, de Sherbrooke, McGill, Concordia, d'Ottawa, HEC Montréal, de même que de plusieurs universités et collèges canadiens et européens.